# Deutsche Schule Kuala Lumpur
Die Deutsche Schule Kuala Lumpur (DSKL) ist eine von der Zentralstelle für das Auslandsschulwesen (ZfA) geförderte deutsche Auslandsschule in Petaling Jaya, einer Nachbarstadt von Kuala Lumpur. Sie ist eine PASCH-Schule.

## Gründung und Ausrichtung
Sie wurde 1979 gegründet und ist die einzige in Malaysia.
Die DSKL hat das vorrangige Ziel, ihren Schülern eine Schulausbildung zu ermöglichen, die auf deutsche Bildungsziele und deutsche Schulabschlüsse ausgerichtet ist. Außerdem sollen die Schüler interkulturelle Erfahrungen erwerben, in dem sie sich mit der Geschichte, der Kultur und dem Alltagsleben des Gastlandes Malaysia vertraut machen.
Nach vier Jahren Grundschule folgen die einjährige Orientierungsstufe, die Sekundarstufe I (Klassen 6 bis 9), die Einführungsphase (Klasse 10) und schließlich die zweijährige gymnasiale Oberstufe. An der deutschen Schule können die Schüler folgende Schulabschlüsse erwerben: das Deutsche Internationale Abitur (DIA) in der 12. Klasse, den Realschulabschluss/Mittlere Reife in der 10. Klasse und den Hauptschulabschluss in der 9. Klasse.

## Wohnheim
In der Nähe der Schule befindet sich ein betreutes Schülerwohnheim für Gastschüler aus Deutschland oder für Kinder, deren Familien nicht im Großraum Kuala Lumpur wohnhaft sind.